# Guimaras
Guimaras é um província de  quarta classe de renda da província (d) na região Visayas Ocidentais (Região VI), nas Filipinas. De acordo com o censo de 1 de maio  de  2020 possui uma população de 187 842 pessoas e 40 497 domicílios.
A sua capital é Jordan.

## Subdivisões
Municípios
- Buenavista
- Jordan
- Nova Valencia
- San Lorenzo
- Sibunag